# Bologna sausage
La bologna sausage è un insaccato diffuso negli Stati Uniti ed in Canada.

## Descrizione
L'insaccato deve il suo nome alla vaga somiglianza con la mortadella bolognese, anche se la differenza di gusto è decisamente notevole, visto che può essere composta di pollo, tacchino, bovino, maiale o di proteina di soia (versione vegetariana). La legislazione statunitense prevede che affinché esso possa chiamarsi bologna sausage debba essere tritato fine ed omogeneo.

## Storia
Si pensa che questo insaccato si sia diffuso grazie agli immigrati tedeschi giunti negli USA alla fine del ventesimo secolo, divenendo un alimento tipico nel Midwest, gli Appalachi, nella Pennsylvania e in parte degli Stati Uniti meridionali.
La bologna sausage compare anche nell'ultimo menù del Titanic.
Il 24 ottobre di ogni anno negli Stati Uniti si festeggia la giornata dedicata al panino.